# Ferrari F80
El Ferrari F80 (Tipus F250) és un cotxe esportiu híbrid amb motor central de producció limitada construït pel fabricant d'automòbils italià Ferrari . El seu nom commemora el 80è aniversari de l'empresa. Es el successor del LaFerrari .

## Disseny
El disseny de l'F80 esta inspirat en l'F40, que commemorava el 40è aniversari de Ferrari, i en el Ferrari Daytona SP3 . Certs elements d'estil, concretament la banda negra del capó, estaven inspirats en el Ferrari 365 GTB/4 Daytona, similar al Ferrari 12Cilindri .

## Especificacions

### Motor i transmissió
L'F80 utilitza un sistema de propulsió híbrid, que consta d'un motor de gasolina Tipus F163 CF 120° V6 biturbo de 3.0L derivat del Ferrari 499P, i tres motors elèctrics. Per separat, el motor de gasolina produeix 900 PS (662 kW; 888 hp)  mentre que els tres motors elèctrics produeixen 300 PS (221 kW; 296 hp); en combinació, produeixen 1200 PS (883 kW; 1184 hp).

### Rendiment
El cotxe té una velocitat màxima declarada de 350 km/h (217 mph). Pot accelerar de 0 a 100 km/h (0 a 62 mph) en 2,15 segons i de 0 a 200 km/h (0 a 124 mph) en 5,75 segons.  Segons Ferrari, el vehicle genera més d'una tona de càrrega aerodinàmica, produint 1.050 kg a alta velocitat. És el cotxe de carretera més potent produït per Ferrari, amb 1.200 cavalls de potència del sistema híbrid. El cotxe té el temps de volta més ràpid, per a un Ferrari homologat per a la carretera, a la pista de proves de Fiorano, completant una volta en 1:15.30.

## Producció

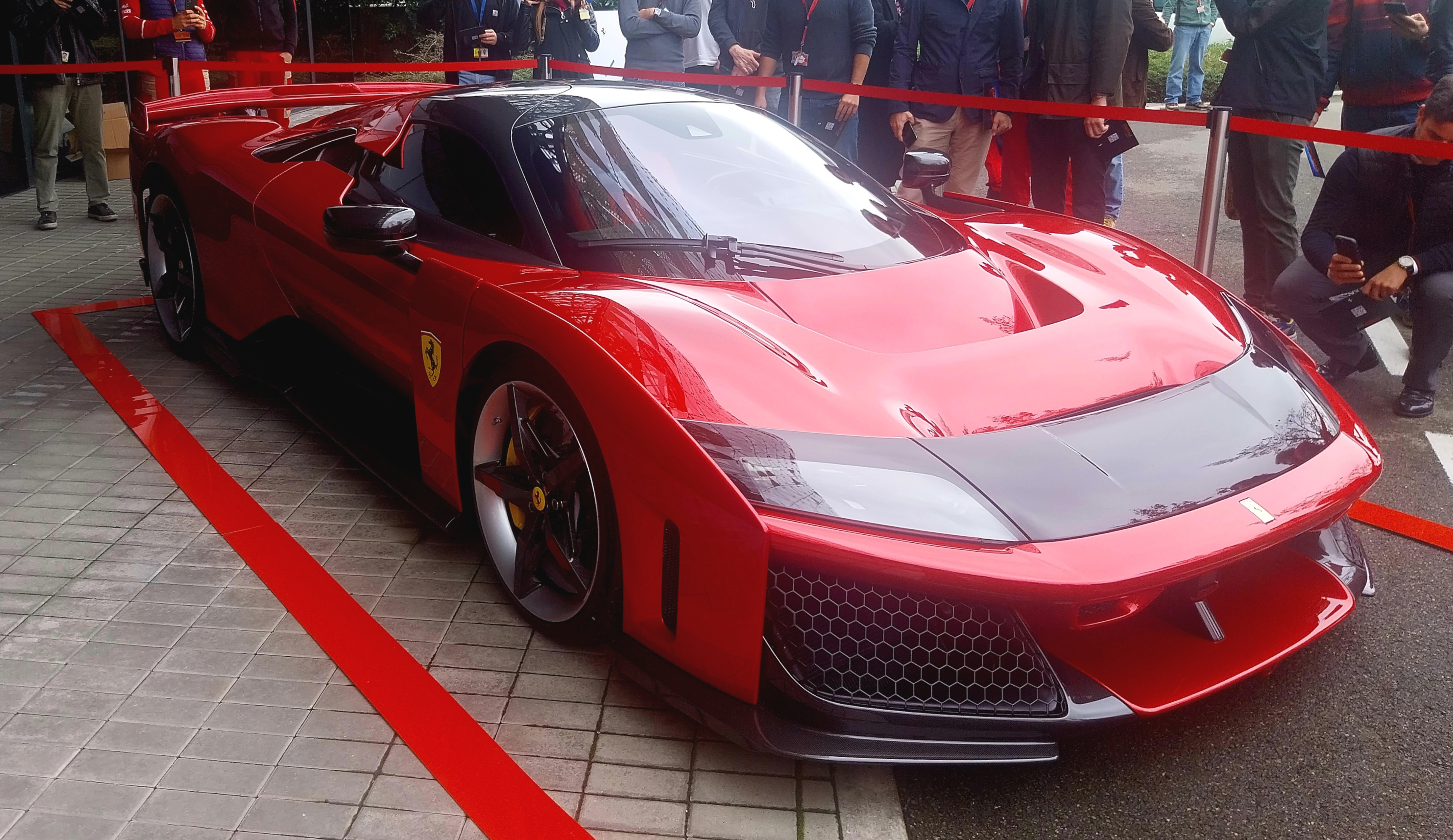
Ferrari F80 exposat a la fàbrica de Ferrari a Maranello (davant del Centro Stile)

Ferrari afirma que la producció començarà el 2025 i acabarà el 2027. Només es fabricaran 799 unitats, totes les quals ja han estat reservades pels clients, amb un preu aproximat de 3,9 milions de dòlars (3,6 milions d'euros) cadascuna.